# 王诚 (1965年)
王诚（1965年3月—），安徽淮南人，汉族，中国共产党党员。中华人民共和国政治人物、第十三届全国人民代表大会安徽省代表。历任共青团淮南市委书记、党组书记，淮南市田家庵区区长，蚌埠市人民政府市长，安徽海螺集团党委书记、董事长，安徽省人民政府副秘书长等职务。2022年6月，涉嫌严重违纪违法，正在接受纪律审查和监察调查。

## 生平
1965年3月，王诚出生于安徽淮南。
2003年1月，任淮南市副市长、市委常委、常务副市长。
2013年，任蚌埠市委副书记，2016年任蚌埠代市长，2017年任市长。
2018年，王诚被选为安徽省出席第十三届全国人民代表大会代表。
2021年4月，任安徽海螺集团党委书记、董事长。
2022年5月，改任安徽省人民政府副秘书长。同年6月，因涉嫌严重违纪违法，接受纪律审查和监察调查。
2022年7月29日，被安徽省人大常委会罢免全国人民代表大会代表职务，2022年10月30日代表资格终止。